# Asphondylia scrophulariae
Asphondylia scrophulariae är en tvåvingeart som först beskrevs av Ignaz Rudolph Schiner 1856.  Asphondylia scrophulariae ingår i släktet Asphondylia och familjen gallmyggor. Inga underarter finns listade i Catalogue of Life.